# ダイオミード
ダイオミード（英語: Diomede, ロシア語: Диомид）は、アメリカ合衆国のアラスカ州西部、非自治郡のノーム国勢調査地域に属し、リトルダイオミード島の海岸に位置する市、あるいは村である。現地名は、「もう一つの場所」もしくは「向こうの場所」を意味するイナリク（イヌピアック語: Iŋaliq）。
リトルダイオミードは、アラスカ本土と極東ロシアの間にあるベーリング海峡の中央に位置するダイオミード諸島のうち、小さい方の島である。その隣の島、ロシアのビッグダイオミード島は、国際日付変更線の向こう側にあり、2.4マイル (3.9 km)も離れていない。ダイオミードはリトルダイオミード島の唯一の集落である。人口は2020年の国勢調査で83人で、2010年の115人、2000年の146人と減少傾向にある。

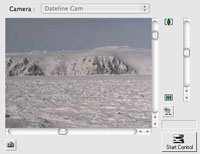
ベーリング海峡の[https://web.archive.org/web/20070225054827/http://www.bssd.org/index.php?option=com_content&task=view&id=15&Itemid=81 Webcam

## 地理

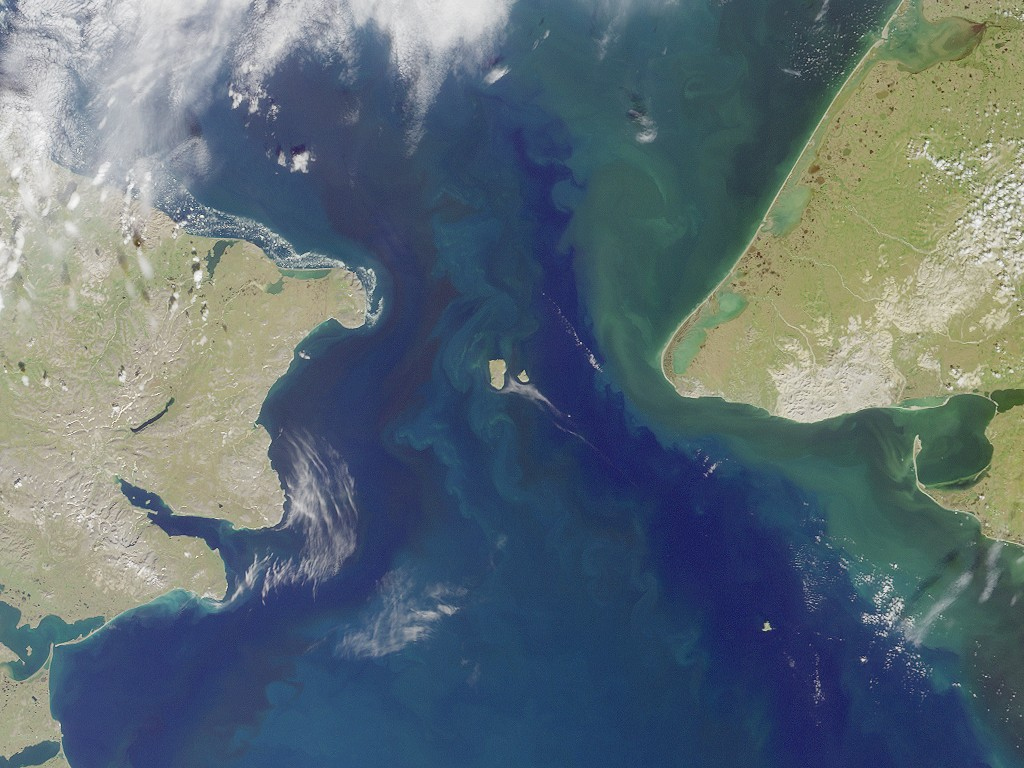
ベーリング海峡の周辺のNASAの写真; リトルダイオミード島は海峡の中央、ビッグダイオミードの右側にはっきり見える。

米国国勢調査局によると、この村の総面積は2.84平方マイル (7.4 km2)で、すべてが陸地である。
リトルダイオミード島は本土から西に約25マイル (40 km)のベーリング海峡の中央に位置している。 国際日付変更線からわずか0.6マイル (0.97 km)、ロシアのビッグダイオミード島から約2.4マイル (3.9 km)である。

### 気候
ダイオミードの気候は、ケッペンの気候区分ではツンドラ気候（ET）に分類される。厳しい気候のために、ほとんどの植物は成長できない。冬は冷たく、寒いのに対し、夏は涼しいが寒くない。最も暑い夏は気温73℉（23℃）が記録された。
| アラスカ州ダイオミードの気候 | アラスカ州ダイオミードの気候 | アラスカ州ダイオミードの気候 | アラスカ州ダイオミードの気候 | アラスカ州ダイオミードの気候 | アラスカ州ダイオミードの気候 | アラスカ州ダイオミードの気候 | アラスカ州ダイオミードの気候 | アラスカ州ダイオミードの気候 | アラスカ州ダイオミードの気候 | アラスカ州ダイオミードの気候 | アラスカ州ダイオミードの気候 | アラスカ州ダイオミードの気候 | アラスカ州ダイオミードの気候 |
| 月                           | 1月                          | 2月                          | 3月                          | 4月                          | 5月                          | 6月                          | 7月                          | 8月                          | 9月                          | 10月                         | 11月                         | 12月                         | 年                           |
| ---------------------------- | ---------------------------- | ---------------------------- | ---------------------------- | ---------------------------- | ---------------------------- | ---------------------------- | ---------------------------- | ---------------------------- | ---------------------------- | ---------------------------- | ---------------------------- | ---------------------------- | ---------------------------- |
| 最高気温記録 °C （°F）       | 12 (53)                      | 8 (47)                       | 6 (42)                       | 9 (48)                       | 13 (56)                      | 19 (67)                      | 22 (72)                      | 23 (73)                      | 18 (65)                      | 12 (54)                      | 7 (45)                       | 7 (44)                       | 23 (73)                      |
| 平均最高気温 °C （°F）       | −14 (7)                      | −16 (4)                      | −15 (5)                      | −9 (16)                      | 0 (32)                       | 6 (43)                       | 11 (52)                      | 13 (55)                      | 7 (44)                       | 1 (33)                       | −6 (22)                      | −12 (10)                     | −3 (27)                      |
| 平均最低気温 °C （°F）       | −22 (−7)                     | −23 (−9)                     | −22 (−8)                     | −16 (3)                      | −5 (23)                      | 1 (34)                       | 6 (43)                       | 6 (43)                       | 3 (37)                       | −4 (25)                      | −12 (11)                     | −19 (−2)                     | −9 (16)                      |
| 最低気温記録 °C （°F）       | −42 (−44)                    | −42 (−44)                    | −41 (−42)                    | −36 (−32)                    | −24 (−11)                    | −7 (20)                      | −4 (24)                      | −1 (30)                      | −5 (23)                      | −21 (−5)                     | −33 (−28)                    | −37 (−35)                    | −42 (−44)                    |
| 降水量 mm （inch）           | 10.4 (0.41)                  | 11.4 (0.45)                  | 12.2 (0.48)                  | 6.9 (0.27)                   | 13.7 (0.54)                  | 18.5 (0.73)                  | 37.3 (1.47)                  | 62.5 (2.46)                  | 50.5 (1.99)                  | 35.8 (1.41)                  | 17.3 (0.68)                  | 13.2 (0.52)                  | 289.7 (11.41)                |
| 降雪量 cm （inch）           | 10.9 (4.3)                   | 10.4 (4.1)                   | 15 (6)                       | 8 (3)                        | 7.1 (2.8)                    | 0.5 (0.2)                    | 0.8 (0.3)                    | 0 (0)                        | 3 (1.2)                      | 16 (6.3)                     | 20 (8)                       | 13.5 (5.3)                   | 105.2 (41.5)                 |
| 出典：                       |                              |                              |                              |                              |                              |                              |                              |                              |                              |                              |                              |                              |                              |

## 地質
リトルダイオミード島は、白亜紀の花崗岩または石英モンゾニ岩（en:Quartz monzonite）で構成されている。 市の位置は、海面にほぼ垂直な崖がない唯一の地域である。 都市の裏側と島全体の岩場の斜面は約40度に傾斜し、比較的平坦な頂上の標高は1,148–1,191フィート (350–363 m)になる。 島の植生は非常に少ない。

## 歴史
何人かの考古学者に少なくとも三千年間は同じ位置にあったと信じられている、現在の街の位置は、もともとは春の狩猟用キャンプ場で、西欧からの初期の探検家たちは、ダイオミードのイヌピアット（エスキモー/イヌイット）が、精巧な捕鯨の儀式を含む先進的な文化を持っていることを発見した。両大陸とも交易が行われていた。

### 1648年から1867年
先住民以外で初めてダイオミード諸島に到達したのは、1648年に来たロシアの探検家セミョン・デジニョフだった。 次は1728年8月16日に島を再発見したデンマークの航海者ヴィトゥス・ベーリングであり、ベーリングはその日がロシア正教会の祝日となっている殉教者の聖ディオメデス（en:Saint Diomedes）の名にちなみ、島々を「ダイオミード諸島」と命名した。
米国は1867年にロシアからアラスカを購入した。これにはリトルダイオミードが含まれていた。 新しい境界線は、2つのダイオミード諸島の間に引かれ、ビッグダイオミードはロシアに残された。

### 1880年代から1920年代
旅行家ジョン・ミューアによると、1880年代のダイオミード諸島を訪れた彼らが見つけた先住民は、持ち物すべてを交換することを熱望していた。 村は山の険しい岩の斜面に位置し、すぐに深い水に落ちこんでいた。 小屋は主に皮の屋根と石で建てられていた。 それらは遠く離れた雪の上に黒い点として単なる石の集まりのように見えた。鯨骨の柱は、犬に食べられないように、上にカヌーを乗せるために組立てられていた。
20世紀の変わり目になると、ノームのゴールドラッシュの間、ダイオミードの村人たちは、ノームが先住民の村ではなかったにもかかわらず、ゴールドシーカーと共にノームに旅した。 ディオメードからの人々は孤立した村に戻る前に、ウミアック（en:Umiak）に乗ってノームに到着し、取引、および物資を集めるために夏の間滞在した。

### 1940年代
1940年代にリトルダイオミード島に住んでいたアーサー・アーキンガ（Arthur Ahkinga）によれば、島のイヌピアットは、象牙を狩り、彫刻や彫刻をして生計を立てていた。釣りはあまり一般的ではなかったが、捕獲した魚はカジカ、タラなどだった。冬の間、彼らは寒さと風から身を守るために猟で獲った動物から作られた毛皮のパーカと皮のmuklukを使っていた。遊びはスケート、スノーシュー、ハンドボール、フットボール、イヌイットの踊りだった。暗くなった後、人々は夕方の残りの時間を冗談と昔の話をするのに費やした。夏季には船外機を搭載したスキーボートをシベリアまたはアラスカ州ウェールズ（en:Wales, Alaska）に運んだ。冬の旅行は、気象条件のために近隣のビッグダイオミードに限られていた。 7月から10月の間、人々の半数はノームに行って、彼らの彫刻と皮の縫製品を売り、消耗品と交換した。
ビッグダイオミードは、1867年のアラスカ買収後に新しい国境に隔てられたにもかかわらず、現在のリトルダイオミードの住民の家族が住んでいて、アメリカの国境近くに住む人々はロシア側に住んでいる人々と非常に近い親戚だった。両方の島のコミュニティは国境により法的には隔てられていたが、家族の親族関係によって結ばれていた。正式には禁止されているにもかかわらず、両方の島のエスキモーは時には隣の島の親戚を訪問し、時には一面を覆った霧の中を通って、親戚と会い、小さな贈答品を交換した。リトルダイオミードの教員らは、1944年の1月から7月の間の6ヶ月以内にビッグダイオミードやシベリア本土から島を訪れたものが178人いたことを記録している。
1940年代後半の冷戦初期に、ビッグダイオミードはソ連の軍事基地となり、ビッグダイオミードの住民は全てソ連本土に移された。 ソ連当局はソ連側に近づきすぎたり、近隣の島に親戚を訪問しようとしたリトルダイオミードの住民の身柄を拘束し、強制送還した。生存者の1人、オスカー・アーキンガ（Oscar Ahkinga）によると、52日間の拘禁と尋問の後、イヌピアットは追放され、島に戻らないように言われた。

### 1950年代
リトルダイオミードの社会は1953年から1954年にかけて大きく発展し、地域の要求がより良く満たされるようになった。 春のセイウチ漁が始まる前に180日間分の授業を終えられるよう、授業は休日や週末にも行われた。 毎年一回のセイウチ漁は村人の主要な食料と収入の供給源であり、皆の協力が必要だった。当時の主要言語はイヌピアット語だったが、学校では英語が教えられていた。外界との唯一の連絡方法は、ノームのアラスカ通信システムステーションを通じて提供される、いわゆる「ブッシュフォン」によるものだった。島に存在しない医療は、定期的に訪れる教師がもたらす基本的な医薬品の知識によって若干改善された。

### 1970年代
70年代の間、リトルダイオミードの村は、次第に恒久的な集落となり、1970年には、島全体がダイオミード市に編入された。

### 1990年代
1990年代前半に冷戦が終わり、ソ連が崩壊すると、ベーリング海峡越しに家族が再会することへの関心が高まってきた。1994年には、リトルダイオミード島の人々は現金、食料を集め、地元のダンサーはほぼ毎晩練習をした。島民たちは、百人以上の友人や親族がシベリアから訪問するのに備え、気前よく親切にもてなしたがった。また、ロシア・ビヨンドの報道によると、米ロ双方の先住民に限り、ラトマノフ島とリトルダイオミード島間の国境をまたいだビザなし往来が1989年より認められているが、前述のとおりラトマノフ島には民間人の住民はおらずロシア国境軍と気象観測所要員が駐留するのみであり、この特例が活用されているかどうかは不明である。

## 人口統計
ダイオミードは1880年の米国国勢調査で、イナリット(Inalit)という非法人のイヌイット村として初めて現れた。また、1890年の国勢調査に「イグナルク」(Ignaluk)として再び現れた。 その後1950年の米国国勢調査までは、ダイオミードとしては正式に現れなかっただろう。1970年には、市として組織されていなかった。ダイオミードはまた、「アラスカの先住民の村の統計地域」（ANVSA:Alaska Native Village Statistical Area）に指定されたイナリク(Inalik)として国勢調査に現れた。
2000年の国勢調査によると、146人、43世帯、31家族が市内に住んでいた。人口密度は1マイルあたり51.4人（19.8 人/平方キロメートル）だった。47軒の住宅があり、その平均密度は1平方キロメートル当たり平均16.5軒（6.4 軒/km²）だった。市の人種構成は、ネイティヴ・アメリカン92.47％、白人（en:Race and ethnicity in the United States Census）6.16 ％、2人種以上の混血1.37％だった。
43世帯のうち、37.2％が18歳未満の子供と住み、20.9％が同居している結婚したカップル、32.6％が独身の女性、27.9％に家族がいなかった。全世帯中の18.6％が個人で構成され、いずれも65歳以上の人がいない。平均世帯人数は3.40であり、平均家族人数は4.00であった。
市内人口の年代別の割合では、18歳未満が43.8％、18歳から24歳までが7.5％、25歳から44歳までが25.3％、45歳から64歳までが17.1％、65歳以上が6.2％をそれぞれ占める 。年齢の中央値は22歳であった。100人の女性に対し、114.7人の男性があった。18歳以上の女性100人ごとに121.6人の男性がいた。
市内の世帯の収入中央値は23,750米ドルで、家族の収入中央値は24,583米ドルだった。男性の収入中央値は41,250米ドルであったのに対し、女性の収入中央値は26,875米ドルだった。この市の一人当たりの収入(en:Per capita income)は29,944米ドルだった。家族の41.4％、人口の35.4％が貧困線以下で暮らしており、その中には18歳以下の 33.8％、64歳以上の44.4％が含まれる。

## 社会

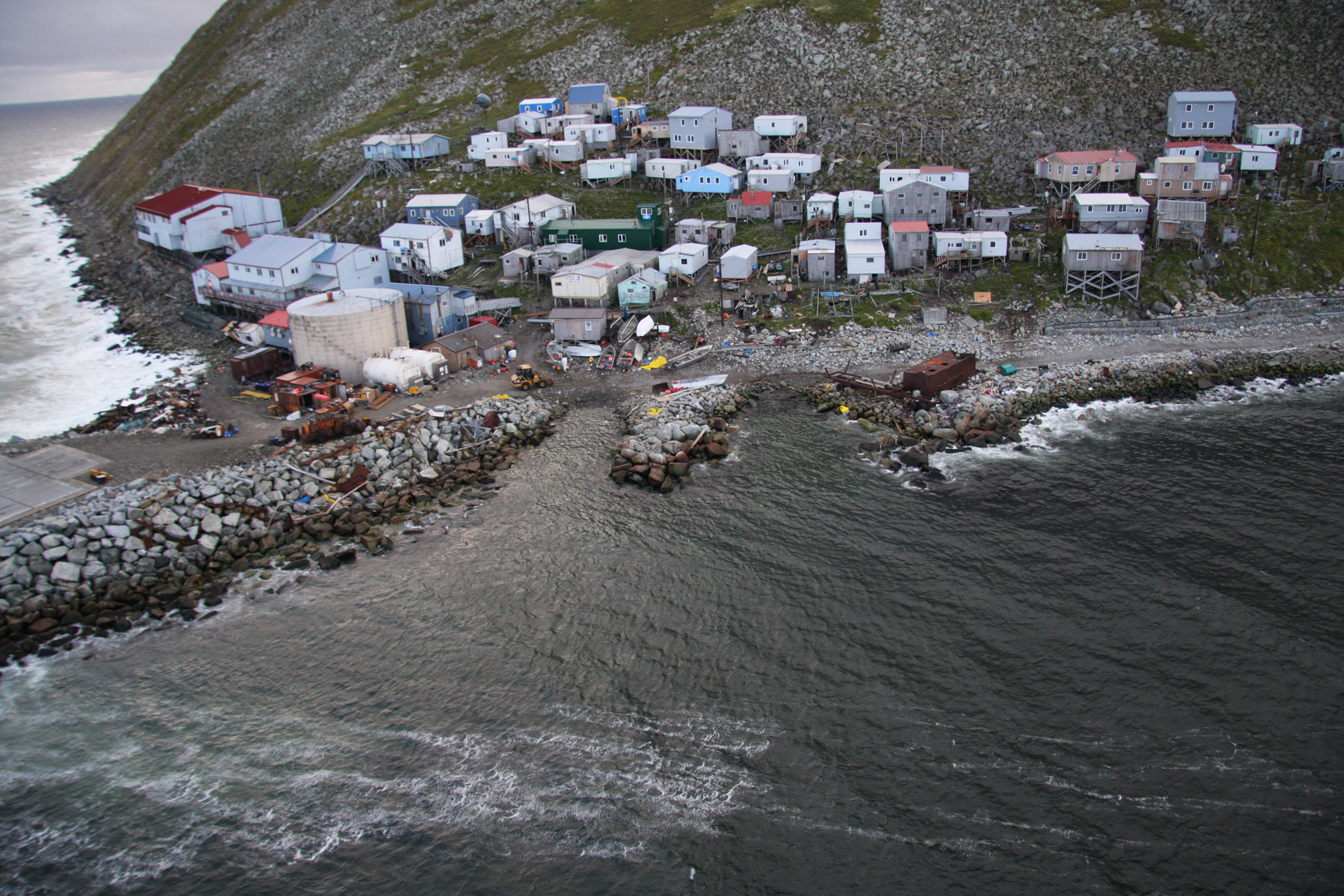
Little Diomede Island village

現在の集落の位置は、猟のキャンプ地として少なくとも3000年間使用されていると考えられている。19世紀後半、旅行者は、人々が岩や皮の屋根でできている小屋やテントに住んでいると報告した。（歴史の節を参照）。
島で最初の恒久的な建物は小さなカトリックの教会で、1935年にベラルミン・ラフォルツェン(Bellarmine Lafortune)神父によって計画され、1936年から1947年にかけて島に駐在したトーマス・カニンガム(Thomas Cunningham)神父が建てたものである。教会はノームから寄贈された木材で造られた。島に建てられた次の恒久的な建物は、教師とその家族の住居を兼ねた1部屋の校舎だった。トーマス・カーリン(Thomas Carlin)神父とイグナティウス・ジェイクス(Ignatius Jakes)修道士によって建てられた新しい大きな教会堂は、1979年3月3日に完成した。
今日、1970年代と1980年代に主に建設された定住用住宅を含む、約30の建物 が島に存在する。地域社会にシャワーとコインランドリーのサービスを提供するために、セルフサービスの洗濯場が建設された。 洗濯場の建物の2階には、基本的な保健医療のための診療所がある。島には学校図書館、ヘリポート、衛星放送のアンテナ、電話、ファックス、インターネットサービスもある。島に銀行やレストランはなく、島内の主要な商店で販売されているものは、主に食料、飲料、衣服、銃器、弾薬、燃料に限られている。スナック、衣類、おむつなどの物品は、アンカレッジにあるウォルマートやフレッドメイヤー(en:Fred Meyer)の店舗に、郵便または小包で注文されることが多い。他の多くのアラスカ先住民の村と同様に、アルコールの輸入と販売は禁止されている。

### 電気
電力網は1970年代に建設され、電力は市営のダイオミード電力企業体(Diomede Joint Utilities)のディーゼル発電機によって提供され、発電された電気は住宅やその他の施設に供給されている。ディーゼル燃料は、家屋からできる限り離れた場所に置かれた大きなタンクに貯蔵される。発電所は最大貯蔵量80,000 USガロン（303 m 3）の燃料タンクを所有しているが、学校と村営商店は発電所とは別にそれぞれ約41,000 USガロン（155 m3）のタンクを持っている。（いくつかの情報源は、学校が燃料タンクを85,000 USガロン（322 m3）のタンク2基に増強したことを示唆している）。ガソリンとプロパンも燃料として使用されている。

### 水とゴミ処理
冬の間使用される水は山の泉から引かれ、434,000 USガロン（1,640 m3）の貯水タンクに貯蔵されている。永久凍土のため、地下に敷設されているパイプでは住民にタンクからの水を供給することができず、各自が貯水タンクに水を受け取りに行く必要がある。ただ、このサイズのタンクであっても水の供給は通常3月までに終了し、洗濯場は閉鎖され、夏の間住民は飲料水を雪と氷から溶かして作らなければならない。かかる悪条件のため、市と学校の両方で水道システムの改善のための資金が求められている。学校が貯水タンクをもう一つ持つことによって市の貯水タンクの水の使用量が減り、市全体の水の予備供給源としての役割も果たす。また、島の土地条件によって、可燃物の焼却による廃棄処分は制限され、氷上のすべてのものを処分するため、ごみ収集の改善と焼却炉のためにも資金が必要になる。肥溜めと便所は、浄化槽がある病院、診療所、学校を除いて使用されている。

### 教育
この島唯一の学校であり、おそらく米国で最も隔絶された学校であるダイオミード校はPre-Kから12歳までの学年があり、およそ40名の学生と5名の教師が在籍している。学校はベーリング海峡学区（en:Bering Strait School District）の一部に含まれる。生徒数は40人より多い時も、少ない時もある。教師の人数5人はおおよその数字であり、生徒数や教育従事者の全体的な必要性に基づいて変動する。

### 保健医療と救急サービス・法執行機関
島に病院はなく、救急サービスは島の遠隔性のために限られている。市営の診療所は洗濯場の建物の中で運営され、住民に基本的な保健医療を提供している。
他の救急サービスはボランティアと保健師によって提供されているが、消防救助サービスは『ダイオミード・ボランティア消防署』(Diomede Volunteer Fire Department)と『最初の応答者』(First Responders)によって提供されている。このような小さなコミュニティでは、緊急事態が発生した場合、実際には誰もが助けに来るだろう。島の保健医療体制では対応できない重大な健康上の緊急事態が発生した場合、天候が良ければ患者は本土のノームにある病院へ空輸される。最も近い法執行機関は、本拠地ノームの宿舎から派遣されているアラスカ州警察（en:Alaska State Troopers）である。
凍った地面と、島が岩で出来ていることによる土の少なさは、墓を掘りにくくしているが、代わりに墓場の上に岩が積み重なる。
2009年11月7日、住民の1人がH1N1型豚インフルエンザに感染したことが発表された。

## 経済

### 雇用
島での雇用は、主に市役所、郵便局、学校に限られている。鉱業や建設業などの季節的な仕事がいくつかあったが、最近は衰退している。ダイオミードの人々は優れた牙の彫刻家であり、この町は牙の卸売仲介地になっている。アイボリーの作品は、主にアラスカ本土のフェアバンクスやアンカレッジで販売されており、時折インターネットのオークションサイトでも見つけることができる。また、海氷の溶ける春の間には捕鯨が行われている。捕鯨の慣習は、20世紀後半の何十年間も途中での失敗が続き、それが再び成功したのは1999年だった。

### 税金
市内では3％の消費税が課されているが、固定資産税はない。

## 交通

### 歴史
アラスカが1万年以上も前にベーリング地峡でシベリアにつながっていた時、リトルダイオミードは島ではなく、ベーリンギアの一部であり、徒歩でアクセス可能だった。しかし、当時人間がリトルダイオミードの地を訪れたかどうかは不明である。最も考えられる可能性では、島への最初の訪問者は、海氷上の徒歩によりやって来た。その後、近隣のビッグダイオミード島を訪れたり、捕鯨や漁をしたり、後にはアラスカやシベリアの本土にアクセスする為に、ウミアック（en:Umiak）が利用された。流木とクジラの皮から作られたボートは、今でも使用されている。
1940年代初頭にリトルダイオミードの村人の一人は、「いかなる飛行機でも冬の間、いくつかの非常に特別な理由以外では、ダイオミード諸島に来ることはない。MSノーススターは島の人々のためにノームから食料品を運び、同時に、学校の教師のための貨物を下ろす。沿岸警備隊のカッター（en:United States Coast Guard Cutter）ノースランドが、夏の間に二度、先住民の様子を見に訪れる。」と記録している。

### 島内の交通
島内に道路、高速道路、鉄道、水路はない。ダイオミード市から北と南に向かう古くわずかな岩の小道があり、建物の間には歩道もある。2008年の秋には、街の歩道の多くがボードウォークと階段に置き換えられた。総面積がわずか2.8平方マイル（7.3 km 2）の小さな島では、徒歩、スキー、スノーモービルのいずれかで移動することができる。市を除く島内の他の地域は全て無人のままであるため、他の島内交通機関は建設されていない。

### 島外との交通
遠隔性と荒天のため、リトルダイオミード島は外界からのアクセスが非常に困難で危険な場所であるとされている。平均風速12-15ノット（6〜8 M/S）の風と、48から68ノット（25〜35メートル/秒）の突風、濃霧や分厚い雲により、交通は最低限に限られており、重病人の救急搬送(en: Medical evacuation)さえ困難である。
郵便物は1982年以来、ヘリコプターによって島に配達され、現在は毎週配達されている（氷の滑走路ができて、頻繁に飛行機で配達できる冬季を除く）。郵便契約は全国で最も古く、配達にヘリコプターを使用する唯一のもので、アラスカ州最高額の毎年300,000ドルを超える経費がかかる。
商品や消耗品の補給は通常艀によってなされるだけで、夏の間に1年分の貨物を全て搬入する。消耗品が来たら、すべての住民が急いで購入する。時折、研究者、稀に、エクストリームツーリズム(en:Extreme tourism)の観光客や他のアラスカ先住民が、アラスカ本土から訪問する。
本土から遠く離れ、気象条件もかなり危険なため、島への交通費は非常に高価である。経済開発の機会が少なく、予算も少ないため、島に飛行機やボートで到着するビジネス以外の来訪者に対して、50ドルの手数料が徴収されている。
テッド・スティーヴンスアメリカ合衆国上院議員が2002年10月29日に島をアラスカ国家航空警備隊(en:Alaska Air National Guard)のヘリコプターブラックホークに乗って訪問した際、彼は「あなたたちがこの遠隔地に住んでいることを理解していなかった」と発言した。そして島が州全体で選出された公人によって訪問されたのは、これが初めてであった。

#### ヘリコプター
島への主なアクセスはヘリコプターによるものである。1990年代後半まで、難破した古いはしけの舳先が一時的な着陸場所としての役割を果たしていた。今の村には、2000年にアメリカ海兵隊が建設し、アラスカ運輸省(en:Alaska Department of Transportation)が所有するダイオミードヘリポート（FAA ID：DM2、IATA：DIO）がある。表面がコンクリートのヘリポートは、面積64フィートx 64フィート（20 m x 20 m）である。これは一般に開放されており、管制塔がなく、国際日付変更線から約0.6マイル (0.97 km)、ビッグダイオミードからは2.4マイル (3.9 km)以内で、ロシアに最も近い米国のヘリポートである。

2012年以降、アメリカ合衆国運輸省は、ダイオミードヘリポートとノーム空港（IATA：OME）、ウェールズ空港(en:Wales Airport)（IATA：WAA）の間で毎週運行が予定される旅客ヘリコプター便を補助している。
| 航空会社                          | 就航地                    |
| --------------------------------- | ------------------------- |
| エリクソン航空 (en:Erickson Inc.) | ノーム空港 (ヘリコプター) |

#### 飛行機
現在、リトルダイオミード島は岩と急斜面が多いため、空港が存在しない。 毎年冬は大抵、村の海岸のすぐ側にある海氷上に一時的な氷の滑走路を建設できるが、数年前（2009年冬）の氷の状態は悪く建設出来なかった。 何人かのブッシュパイロット（en:Bush flying）は時折、岩の多いトゥヤ(en:Tuya)の頂部に着陸したが、雪の多い冬の間は表面はやや平らである。 夏の数ヶ月間に飛行機で島を訪れる唯一の方法は、水上機(en:Floatplane)で水面に着陸することである。 危険性が高く天候が厳しいため、島に着陸するどのタイプの飛行機も、非常にまれである。 恒常的な滑走路の建設に関する考えや研究がある。
| 航空会社                       | 就航地                                                  |
| ------------------------------ | ------------------------------------------------------- |
| ベーリング航空 (en:Bering Air) | ノーム空港 (en:Nome Airport) (飛行機、季節的、冬季のみ) |

#### 船舶
リトルダイオミード島には港はなく、北極海の海氷に囲まれているので、島への船でのアクセスは夏の数ヶ月間にのみ限られている。この地域の高波と巨大な氷の塊は、航行を非常に危険にし、困難にしている。リトルダイオミードの海岸線は岩が多いため、ボートでの上陸も難しく危険である。艀は1年に1回接岸し、時折来航する他の船は通常、海岸線の状態が接岸に適さないために沖合いにとどまっている。

### 交通の改善
島内外における交通システムの改善に関する研究が行われており、港、滑走路、大陸間トンネルや橋梁（en:Bering Strait bridge）の建設など様々な計画が提唱されている。州コミュニティサービスプログラムのための国立協会（NASCSP: the National Association for State Community Services Programs）によると、島への困難かつ限られたアクセスはコミュニティに経済的圧力をもたらし、部族評議会は、アクセスと住居の条件が改善されない場合、本土へのコミュニティ移転（en:Population transfer）の計画を開始することをすでに決定しているという。港、空港、滑走路、トンネルまたは橋を建設する計画はまだ実施されていない。しかし、2006年の米国環境保護庁（EPA: United States Environmental Protection Agency）の文書によると、島への交通アクセスが改善された場合外部の者とイヌピアットの社会の社会的接触が増え、自然、環境、地域の伝統、イヌピアットのアイデンティティにも影響を及ぼすと考えられている。

#### 空運業と海運業
航海の改善、島の空港または滑走路の建設の実現可能性調査、暴風雨の被害防止用としての港湾、および多目的空港の計画の可能性調査が複数行われている。

#### 橋やトンネル
アラスカとブリティッシュコロンビアに800マイル（1,300 km）ある鉄道の空白区間を埋め、アラスカ本土とシベリア本土の間の大陸間橋またはトンネルの建設をするという考えや提案がある。そのような橋やトンネルによるダイオミード諸島の一方または両方への構想されている交通サービスによって、リトルダイオミードへの交通が劇的に改善され、アクセスがより安全になるだろう。これらの提案は20世紀初頭までさかのぼるが、そのほとんどは個人や民間団体レベルの研究・活動にとどまっており、米国やロシアの政府による研究には至っていない。

## リンク
- Diomede Community Page
- Census 2000 information
- Diomede School
- You CAN see Russia from here! – アンダーソン・クーパー360°